# Clase del 92
La Clase del 92, conocida originalmente en inglés como «Class of '92», es el nombre colectivo que se les da a tres jugadores de snooker que se hicieron profesionales en la temporada 1992-93 y, entre otros logros, han ganado el Campeonato Mundial en varias ocasiones y han completado la Triple Corona. Son el inglés Ronnie O'Sullivan, el escocés John Higgins y el galés Mark Williams.
Entre todos, suman catorce trofeos del Campeonato Mundial que se celebra cada año en Sheffield: Williams, tres (2000, 2003 y 2018); Higgins, cuatro (1998, 2007, 2009 y 2011), y O'Sullivan, siete (2001, 2004, 2008, 2012, 2013, 2020 y 2022). Los tres siguen ganando torneos tres décadas después de sus inicios como profesionales. En el Campeonato Mundial de 2022, los tres alcanzaron las semifinales, en las que estuvo también Judd Trump, algo que ya había sucedido en 1998 con Ken Doherty y en 1999 con Stephen Hendry.